# Sophie Kinsella
Madeleine Sophie Wickham (rođena Townley; London, 12. prosinca 1969.), poznata po pseudonimu Sophie Kinsella, britanska književnica.